# Ziomaki (powiat węgrowski)
Ziomaki – wieś w Polsce położona w województwie mazowieckim, w powiecie węgrowskim, w gminie Grębków. Leży nad rzeką Liwiec. Ma status sołectwa.
| SIMC    | Nazwa                 | Rodzaj    |
| ------- | --------------------- | --------- |
| 0672426 | Kolonia Polków-Sagały | część wsi |

Wierni Kościoła rzymskokatolickiego należą do parafii Podwyższenia Krzyża Świętego w Wyszkowie.
W sierpniu 1943 dokonano tutaj mordu na grupie Żydów.
W czasie okupacji niemieckiej mieszkająca we wsi rodzina Wąsowskich udzieliła pomocy Naomi kapel. W 1991 roku Instytut Jad Waszem podjął decyzję o przyznaniu Ewie, Józefowi, Janowi, Jerzemu, Longinowi Wąsowskim oraz Halinie Rozbickiej z d. Wąsowska tytułu Sprawiedliwych wśród Narodów Świata.
W latach 1975–1998 miejscowość należała administracyjnie do województwa siedleckiego.